# Slovenija na Svetovnem prvenstvu v hokeju na ledu 2013
Slovenija na Svetovnem prvenstvu v hokeju na ledu 2013 A, ki je potekalo med 3. in 19. majem 2013 v Stockholmu. Slovenska reprezentanca je s sedmimi porazi na sedmih tekmah, od tega dveh po podaljšku, izpadla v prvo divizijo Svetovnega prvenstva za leto 2014.

## Postava
| Pol. | Št. | Hokejist            | Starost (rojstni dan)       | Klub                  |
| ---- | --- | ------------------- | --------------------------- | --------------------- |
| GK   | 1   | Andrej Hočevar      | 28 let (21. november 1984)  | Sokol Kijev           |
| GK   | 33  | Robert Kristan      | 29 let (4. april 1984)      | KHL Medveščak         |
| GK   | 40  | Luka Gračnar        | 19 let (31. oktober 1993)   | Red Bull Salzburg     |
| D    | 4   | Andrej Tavželj      | 29 let (14. marec 1984)     | Rouen Dragons         |
| D    | 7   | Klemen Pretnar      | 26 let (30. junij 1986)     | VSV EC                |
| D    | 15  | Blaž Gregorc        | 23 let (18. januar 1990)    | Odense IK             |
| D    | 17  | Žiga Pavlin         | 28 let (30. april 1985)     | Rögle BK              |
| D    | 28  | Aleš Kranjc         | 31 let (29. julij 1981)     | Kölner Haie           |
| D    | 51  | Mitja Robar         | 30 let (4. januar 1983)     | Krefeld Pinguine      |
| D    | 58  | Luka Tošič          | 25 let (10. marec 1988)     | HC Alleghe            |
| D    | 86  | Sabahudin Kovačevič | 27 let (26. februar 1986)   | HK ŠKP Poprad         |
| F    | 8   | Žiga Jeglič         | 25 let (24. februar 1988)   | Södertälje SK         |
| F    | 9   | Tomaž Razingar (C)  | 34 let (25. april 1979)     | EV Ravensburg         |
| F    | 12  | David Rodman        | 29 let (10. september 1983) | Bietigheim Steelers   |
| F    | 13  | Gašper Kopitar      | 20 let (13. avgust 1992)    | Mora IK               |
| F    | 16  | Aleš Mušič          | 30 let (28. junij 1982)     | HDD Telemach Olimpija |
| F    | 19  | Žiga Pance          | 24 let (1. januar 1989)     | HDD Telemach Olimpija |
| F    | 20  | Gal Koren           | 21 let (16. januar 1992)    | KHL Medveščak         |
| F    | 22  | Marcel Rodman       | 31 let (25. september 1981) | Bietigheim Steelers   |
| F    | 24  | Rok Tičar           | 24 let (3. maj 1989)        | Kölner Haie           |
| F    | 26  | Jan Urbas           | 24 let (26. januar 1989)    | Växjö Lakers          |
| F    | 55  | Robert Sabolič      | 24 let (11. september 1988) | ERC Ingolstadt        |
| F    | 71  | Boštjan Goličič     | 23 let (12. junij 1989)     | Briançon              |
| F    | 76  | Rok Pajič           | 27 let (26. september 1985) | Pustertal Bruneck     |
| F    | 96  | Luka Bašič          | 23 let (7. oktober 1989)    | Amiens Gothiques      |

- Selektor: Matjaž Kopitar
- Pomočnika selektorja: Nik Zupančič in Gaber Glavič

## Tekme
| 4. maj 2013 | Norveška | 3–1 | Slovenija | Ericsson Globe, Stockholm |

| Poročilo tekme | Poročilo tekme | Poročilo tekme  | Poročilo tekme               | Poročilo tekme  |
| -------------- | --- | --------------- | ---------------------------- | --------------- |
| Začetek: 12:15 | A. Bastiansen (K A. Olimb) – 01:02 A. Bastiansen (M. Olimb, K A. Olimb) – 14:03 M. Hansen (K. Forsberg) (ENG) – 59:55 | (2–1, 0–0, 1–0) | 19:43 – Ž. Jeglič (R. Tičar) | Gledalci: 3,832 |

| 5. maj 2013 | Belorusija | 4–3 | Slovenija | Ericsson Globe, Stockholm |

| Poročilo tekme | Poročilo tekme | Poročilo tekme  | Poročilo tekme | Poročilo tekme  |
| -------------- | --- | --------------- | --- | --------------- |
| Začetek: 12:15 | I. Kaznadej (A. Kitarov, A. Kulakov) – 17:19 A. Kitarov (D. Meleško) – 29:44 A. Filičkin (A. Stas) (PP) – 43:57 A. Ugarov (I. Kaznadej, J. Koviršin) – 55:19 | (1–1, 1–0, 2–2) | 13:28 – T. Razingar (R. Pajič, G. Kopitar) 41:06 – M. Rodman (D. Rodman) 54:52 – R. Sabolič (Ž. Jeglič, R. Tičar) (PP) | Gledalci: 1,411 |

| 7. maj 2013 | Slovenija | 2–3 P | Danska | Ericsson Globe, Stockholm |

| Poročilo tekme | Poročilo tekme                                                                       | Poročilo tekme          | Poročilo tekme | Poročilo tekme  |
| -------------- | ------------------------------------------------------------------------------------ | ----------------------- | --- | --------------- |
| Začetek: 16:15 | R. Tičar (B. Gregorc, M. Robar) – 06:11 R. Tičar (M. Robar, B. Gregorc) (PP) – 34:41 | (1–0, 1–1, 0–1) (P 0–1) | 23:34 – K. Staal (M. Lauridsen, M. Madsen) 45:58 – M. Madsen (K. Staal, J. Jensen) (PP) 61:53 – M. Green (P. Larsen) | Gledalci: 1,051 |

| 8. maj 2013 | Slovenija | 1–7 | Švica | Ericsson Globe, Stockholm |

| Poročilo tekme | Poročilo tekme                           | Poročilo tekme  | Poročilo tekme | Poročilo tekme  |
| -------------- | ---------------------------------------- | --------------- | --- | --------------- |
| Začetek: 16:15 | R. Pajič (Ž. Pavlin, K. Pretnar) – 06:13 | (1–3, 0–3, 0–1) | 14:59 – S. Bodenmann (L. Cunti, D. Hollenstein) 17:39 – L. Cunti (S. Bodenmann, D. Hollenstein) (PP) 19:23 – D. Hollenstein (S. Bodenmann, L. Cunti) (PP) 31:20 – D. Hollenstein (J. Vauclair, J. Walker) 35:02 – S. Moser (M. Plüss, N. Niederreiter) (PP) 39:53 – A. Ambühl (R. Suri) 44:05 – R. Suri (A. Ambühl, R. Gardner) | Gledalci: 2,132 |

| 10. maj 2013 | Slovenija | 2–4 | Češka | Ericsson Globe, Stockholm |

| Poročilo tekme | Poročilo tekme                                                               | Poročilo tekme  | Poročilo tekme | Poročilo tekme  |
| -------------- | ---------------------------------------------------------------------------- | --------------- | --- | --------------- |
| Začetek: 16:15 | R. Sabolič (R. Tičar, B. Gregorc) (PP) – 06:21 R. Tičar (R. Sabolič) – 11:47 | (2–2, 0–0, 0–2) | 05:39 – P. Koukal (SH) 19:17 – J. Hudler (J. Nakládal, J. Voráček) (PP) 45:58 – Z. Michálek (J. Voráček) (PP) 55:55 – J. Novotný (P. Hubáček, P. Čáslava) (PP) | Gledalci: 1,949 |

| 11. maj 2013 | Švedska | 2–0 | Slovenija | Ericsson Globe, Stockholm |

| Poročilo tekme | Poročilo tekme                                                                                           | Poročilo tekme  | Poročilo tekme | Poročilo tekme   |
| -------------- | --- | --------------- | -------------- | ---------------- |
| Začetek: 16:15 | G. Landeskog (J. Fransson, P. Granberg) – 25:50 F. Pettersson (S. Hjalmarsson, J. Fransson) (PP) – 42:51 | (0–0, 1–0, 1–0) |                | Gledalci: 12,500 |

| 13. maj 2013 | Kanada | 4–3 P | Slovenija | Ericsson Globe, Stockholm |

| Poročilo tekme | Poročilo tekme | Poročilo tekme          | Poročilo tekme                                                                                     | Poročilo tekme  |
| -------------- | --- | ----------------------- | -------------------------------------------------------------------------------------------------- | --------------- |
| Začetek: 20:15 | M. Duchene (J. Harrison, J. Staal) – 22:01 S. Stamkos (J. Staal) – 22:51 B. Dillon (T. Hall, J. Skinner) – 47:09 S. Stamkos (D. Hamhuis, B. Campbell) – 63:36 | (0–2, 2–1, 1–0) (P 1–0) | 05:53 – J. Urbas (D. Rodman) 08:36 – J. Urbas (D. Rodman) 27:17 – T. Razingar (L. Tošič, R. Pajič) | Gledalci: 2,184 |

## Statistika igralcev

### Vratarji
| #  | Vratar         | OT | OTI | OMIN | PG | PGT  | OUS   | KM |
| -- | -------------- | -- | --- | ---- | -- | ---- | ----- | -- |
| 1  | Andrej Hočevar | 4  | 1   | 40   | 6  | 6,00 | 79,31 | 0  |
| 33 | Robert Kristan | 7  | 5   | 260  | 14 | 2,80 | 87,27 | 0  |
| 40 | Luka Gračnar   | 3  | 2   | 122  | 6  | 3,00 | 92,41 | 0  |

### Drsalci
| #  | Hokejist            | OT | DG | DP | TOČ | KM | +/- | ZG | GIV | GIM | SNG |
| -- | ------------------- | -- | -- | -- | --- | -- | --- | -- | --- | --- | --- |
| 4  | Andrej Tavželj      | 7  | 0  | 0  | 0   | 4  | -3  | 0  | 0   | 0   | 0   |
| 7  | Klemen Pretnar      | 7  | 0  | 1  | 1   | 0  | -4  | 0  | 0   | 0   | 5   |
| 8  | Žiga Jeglič         | 7  | 1  | 1  | 2   | 0  | -3  | 0  | 0   | 0   | 12  |
| 9  | Tomaž Razingar      | 7  | 2  | 0  | 2   | 2  | 0   | 0  | 0   | 0   | 6   |
| 12 | David Rodman        | 7  | 0  | 3  | 3   | 4  | -4  | 0  | 0   | 0   | 9   |
| 13 | Gašper Kopitar      | 4  | 0  | 1  | 1   | 0  | 0   | 0  | 0   | 0   | 1   |
| 15 | Blaž Gregorc        | 7  | 0  | 3  | 3   | 2  | 0   | 0  | 0   | 0   | 11  |
| 16 | Aleš Mušič          | 6  | 0  | 0  | 0   | 2  | -2  | 0  | 0   | 0   | 3   |
| 17 | Žiga Pavlin         | 7  | 0  | 1  | 1   | 2  | -4  | 0  | 0   | 0   | 1   |
| 19 | Žiga Pance          | 7  | 0  | 0  | 0   | 4  | -2  | 0  | 0   | 0   | 8   |
| 20 | Gal Koren           | 2  | 0  | 0  | 0   | 0  | -1  | 0  | 0   | 0   | 1   |
| 22 | Marcel Rodman       | 7  | 1  | 0  | 1   | 2  | -5  | 0  | 0   | 0   | 9   |
| 24 | Rok Tičar           | 7  | 3  | 3  | 6   | 4  | 0   | 0  | 1   | 0   | 11  |
| 26 | Jan Urbas           | 7  | 2  | 0  | 2   | 2  | -7  | 0  | 0   | 0   | 22  |
| 28 | Aleš Kranjc         | 7  | 0  | 0  | 0   | 10 | -5  | 0  | 0   | 0   | 12  |
| 51 | Mitja Robar         | 7  | 0  | 2  | 2   | 2  | -2  | 0  | 0   | 0   | 8   |
| 55 | Robert Sabolič      | 7  | 2  | 1  | 3   | 4  | +1  | 0  | 2   | 0   | 16  |
| 58 | Luka Tošič          | 3  | 0  | 1  | 1   | 4  | 0   | 0  | 0   | 0   | 1   |
| 71 | Boštjan Goličič     | 7  | 0  | 0  | 0   | 2  | -2  | 0  | 0   | 0   | 4   |
| 76 | Rok Pajič           | 7  | 1  | 2  | 3   | 2  | 0   | 0  | 0   | 0   | 3   |
| 86 | Sabahudin Kovačevič | 7  | 0  | 0  | 0   | 6  | 0   | 0  | 0   | 0   | 4   |
| 96 | Luka Bašič          | 6  | 0  | 0  | 0   | 0  | -1  | 0  | 0   | 0   | 2   |